# یواس‌اس کامپل (ای‌ام-۱۶۲)
یواس‌اس کامپل (ای‌ام-۱۶۲) (به انگلیسی: USS Compel (AM-162)) یک کشتی بود که طول آن ۱۸۴ فوت ۶ اینچ (۵۶٫۲۴ متر) بود. این کشتی در سال ۱۹۴۳ ساخته شد.